# Africada lateral-velar sorda
La africada lateral-velar sorda [kʟ̝̊] es un sonido del habla relativamente poco común que se encuentra como fonema en el Cáucaso y como alófono en varios idiomas del este y sur de África. En IPA estricto , debe transcribirse con diacríticos, pero existe una letra propia en extIPA : ⟨k͜𝼄⟩ .

## Características
•Su forma de articulación es africada , lo que significa que se produce primero deteniendo el flujo de aire por completo y luego permitiendo que el aire fluya a través de un canal estrecho en el lugar de la articulación, lo que provoca turbulencia.
•Su lugar de articulación es velar , lo que significa que se articula con la parte posterior de la lengua (el dorso) en el paladar blando .
•Su fonación es sorda, lo que significa que se produce sin vibraciones de las cuerdas vocales.
•Es una consonante oral , lo que significa que el aire solo puede escapar por la boca.
•Es una consonante lateral , lo que significa que se produce al dirigir la corriente de aire sobre los lados de la lengua, en lugar de hacia el medio.
•El mecanismo de la corriente de aire es pulmonar , lo que significa que se articula empujando el aire únicamente con los  músculos intercostales y el diafragma , como en la mayoría de los sonidos.

## Aparece en
En Zulú y Xhosa hay una africada lateral-velar sorda como alófono de su africada velar sorda .
Hadza tiene una africada lateral eyectiva velar como alófono de su africada eyectiva velar . De hecho, en Hadza esta [k͜𝼄ʼ] contrasta con una africada ejectiva lateral palatal , [c͜𝼆ʼ] .
Se informa que ǁXegwi contrastó velar /k͜𝼄/ de alveolar /t͜ɬ/ .
También en Laghuu , una lengua loloish de Vietnam, contrasta cuatro africadas laterales-velares, /k͡𝼄ʰ, k͡𝼄, ɡ͡ʟ̝, ᵑɡ͡ʟ̝/ .
| Idioma | Palabra  | AFI    | Significado | Notas                       |
| ------ | -------- | ------ | ----------- | --------------------------- |
| Achi   | лӀон/ƛon | [k͜ʟ̝̊on] | 'un rebaño' | También "manada" Pre-velar. |